# Discografia de The Cars
Este artigo faz uma descrição da discografia da banda estadunidense The Cars. Eles lançaram até hoje (2016), sete álbuns de estúdio, sete álbuns de compilação e vinte e cinco singles.

## Álbuns

### Álbuns de estúdio
| 1978                                       | The Cars - Data de lançamento: 6 junho de 1978 - Gravadora/Editora: Elektra Records        | 18 | 35 | —  | —  | —  | 5  | — | —  | —  | 29 | - US: 6× Multi-Platinum - UK: Silver |
| 1979                                       | Candy-O - Data de lançamento: 3 de junho de 1979 - Gravadora: Elektra Records              | 3  | 7  | —  | —  | —  | 6  | — | —  | —  | 30 | - US: 4× Multi-Platinum              |
| 1980                                       | Panorama - Release date: August 19, 1980 - Label: Elektra Records                          | 5  | 19 | —  | —  | —  | 14 | — | —  | —  | —  | - US: Platina                        |
| 1981                                       | Shake It Up - Release date: 6 de novembro de 1981 - Gravadora: Elektra Records             | 9  | 20 | —  | —  | 40 | 12 | — | —  | —  | —  | - US: 2× Multi-Platina               |
| 1984                                       | Heartbeat City - Data de lançamento: 13 de março de 2004 - Gravadora: Elektra Records      | 3  | 15 | 29 | 15 | 41 | 1  | — | 26 | 20 | 25 | - US: 4× Multi-Platina - UK: Ouro    |
| 1987                                       | Door to Door - Data de lançamento: 25 de agosto de 1987 - Editora musical: Elektra Records | 26 | 26 | —  | 57 | —  | 10 | 9 | 29 | 20 | 72 | - US: Ouro                           |
| 2011                                       | Move Like This - Release date: 10 de maio de 2011 - Label: Hear Music                      | 7  | —  | —  | —  | —  | —  | — | —  | —  | —  |                                      |
| "—" álbum que não alcançou o top de vendas |                                                                                            |    |    |    |    |    |    |   |    |    |    |                                      |

### Álbuns de compilações
| 1985                                        | Greatest Hits - Gravadora: Elektra Records                                        | 12 | 5 | 2  | 27 | - UK: Ouro |
| 1995                                        | Just What I Needed: The Cars Anthology - Label: Elektra Records                   | —  | — | —  | —  |            |
| 2001                                        | Shake It Up & Other Hits - Gravadora: Elektra/Rhino Records                       | —  | — | —  | —  |            |
| 2002                                        | Complete Greatest Hits - Gravadora: Elektra/Rhino Records                         | 61 | — | 10 | —  |            |
| 2005                                        | The Essentials - Label: WEA International                                         | —  | — | —  | —  |            |
| 2008                                        | Classic Tracks - Label: Elektra/Rhino                                             | —  | — | —  | —  |            |
| 2016                                        | The Elektra Years 1978-1987 - Data de lançamento: 2016 - Gravadora: Elektra       | —  | — | —  | —  |            |
| 2016                                        | Moving In Stereo : The Best of the Cars - Data de lançamento: 2016 - Label: Rhino | —  | — | —  | —  |            |
| "—" Álbum que não alcançou o top de vendas. |                                                                                   |    |   |    |    |            |

## Singles
| Ano  | Título                  | Melhor posição do top de vendas | Melhor posição do top de vendas | Melhor posição do top de vendas | Melhor posição do top de vendas | Melhor posição do top de vendas | Melhor posição do top de vendas | Melhor posição do top de vendas | Melhor posição do top de vendas | Melhor posição do top de vendas | Melhor posição do top de vendas | Melhor posição do top de vendas | Álbum          |
| Ano  | Título                  | US                              | US Rock                         | AUS                             | CAN                             | FRA                             | GER                             | NL                              | NZ                              | SWE                             | SWI                             | UK                              | Álbum          |
| ---- | ----------------------- | ------------------------------- | ------------------------------- | ------------------------------- | ------------------------------- | ------------------------------- | ------------------------------- | ------------------------------- | ------------------------------- | ------------------------------- | ------------------------------- | ------------------------------- | -------------- |
| 1978 | "Just What I Needed"    | 27                              | —                               | 96                              | 35                              | 4                               | —                               | —                               | 38                              | —                               | —                               | 17                              | The Cars       |
| 1978 | "My Best Friend's Girl" | 35                              | —                               | 67                              | 55                              | —                               | —                               | 40                              | —                               | —                               | —                               | 3                               | The Cars       |
| 1979 | "Good Times Roll"       | 41                              | —                               | —                               | 74                              | 5                               | —                               | —                               | —                               | —                               | —                               | —                               | The Cars       |
| 1979 | "Let's Go"              | 14                              | —                               | 6                               | 5                               | —                               | —                               | —                               | 40                              | —                               | —                               | 51                              | Candy-O        |
| 1979 | "It's All I Can Do"     | 41                              | —                               | —                               | 17                              | —                               | —                               | —                               | —                               | —                               | —                               | —                               | Candy-O        |
| 1979 | "Double Life"           | —                               | —                               | —                               | —                               | —                               | —                               | —                               | —                               | —                               | —                               | —                               | Candy-O        |
| 1980 | "Touch and Go"          | 37                              | —                               | 62                              | 16                              | 2                               | —                               | —                               | 42                              | —                               | —                               | —                               | Panorama       |
| 1980 | "Don't Tell Me No"      | —                               | —                               | —                               | 9                               | —                               | —                               | —                               | —                               | —                               | —                               | —                               | Panorama       |
| 1981 | "Gimme Some Slack"      | —                               | —                               | —                               | —                               | —                               | —                               | —                               | —                               | —                               | —                               | —                               | Panorama       |
| 1981 | "Shake It Up"           | 4                               | 2                               | 10                              | 7                               | 10                              | —                               | 48                              | 26                              | —                               | —                               | —                               | Shake It Up    |
| 1981 | "Cruiser"               | —                               | 37                              | —                               | —                               | —                               | —                               | —                               | —                               | —                               | —                               | —                               | Shake It Up    |
| 1982 | "Since You're Gone"     | 41                              | 24                              | —                               | —                               | 10                              | —                               | —                               | —                               | —                               | —                               | 37                              | Shake It Up    |
| 1982 | "Victim of Love"        | —                               | 39                              | —                               | —                               | —                               | —                               | —                               | —                               | —                               | —                               | —                               | Shake It Up    |
| 1982 | "Think It Over"         | —                               | 41                              | —                               | —                               | —                               | —                               | —                               | —                               | —                               | —                               | —                               | Shake It Up    |
| 1984 | "You Might Think"       | 7                               | 1                               | 24                              | 8                               | —                               | —                               | 49                              | 27                              | 20                              | —                               | 88                              | Heartbeat City |
| 1984 | "Magic"                 | 12                              | 1                               | 96                              | 14                              | 10                              | —                               | —                               | 50                              | —                               | —                               | —                               | Heartbeat City |
| 1984 | "Drive"                 | 3                               | 3                               | 10                              | 6                               | 9                               | 4                               | 12                              | 5                               | 15                              | 3                               | 4                               | Heartbeat City |
| 1984 | "Hello Again"           | 20                              | 22                              | 52                              | 42                              | 4                               | 27                              | —                               | 12                              | —                               | 17                              | —                               | Heartbeat City |
| 1985 | "Why Can't I Have You"  | 33                              | 11                              | —                               | 90                              | —                               | —                               | —                               | —                               | —                               | —                               | —                               | Heartbeat City |
| 1985 | "Heartbeat City"        | —                               | —                               | 75                              | —                               | —                               | —                               | —                               | —                               | —                               | —                               | 78                              | Heartbeat City |
| 1985 | "Tonight She Comes"     | 7                               | 1                               | 16                              | 36                              | —                               | —                               | —                               | 20                              | —                               | —                               | 79                              | Greatest Hits  |
| 1986 | "I'm Not the One"       | 32                              | 29                              | 75                              | 82                              | —                               | —                               | —                               | —                               | —                               | —                               | —                               | Shake It Up    |
| 1987 | "You Are the Girl"      | 17                              | 2                               | 69                              | 33                              | —                               | —                               | —                               | 30                              | —                               | —                               | —                               | Door to Door   |
| 1987 | "Strap Me In"           | 85                              | 4                               | —                               | —                               | —                               | —                               | —                               | —                               | —                               | —                               | —                               | Door to Door   |
| 1988 | "Coming Up You"         | 74                              | —                               | —                               | —                               | —                               | —                               | —                               | —                               | —                               | —                               | —                               | Door to Door   |
| 2011 | "Sad Song"              | —                               | 33                              | —                               | —                               | —                               | —                               | —                               | —                               | —                               | —                               | —                               | Move Like This |

## Vídeos
| Ano  | Título                  | Formato                 |
| ---- | ----------------------- | ----------------------- |
| 1984 | Heartbeat City          | VHS, Betamax, Laserdisc |
| 1985 | The Cars Live 1984–1985 | VHS, Betamax, Laserdisc |
| 2000 | The Cars Live           | VHS, DVD                |
| 2006 | The Cars Unlocked       | DVD/CD                  |

## Vídeos musicais
| Título                  | Àlbum          |
| ----------------------- | -------------- |
| "Just What I Needed"    | The Cars       |
| "My Best Friend's Girl" | The Cars       |
| "Let's Go"              | Candy-O        |
| "Double Life"           | Candy-O        |
| "Dangerous Type"        | Candy-O        |
| "Panorama"              | Panorama       |
| "Touch and Go"          | Panorama       |
| "Shake It Up"           | Shake It Up    |
| "Since You're Gone"     | Shake It Up    |
| "You Might Think"       | Heartbeat City |
| "Drive"                 | Heartbeat City |
| "Magic"                 | Heartbeat City |
| "Why Can't I Have You"  | Heartbeat City |
| "Hello Again"           | Heartbeat City |
| "Tonight She Comes"     | Greatest Hits  |
| "You Are The Girl"      | Door To Door   |
| "Strap Me In"           | Door To Door   |
| "Blue Tip"              | Move Like This |
| "Sad Song"              | Move Like This |
| "Free"                  | Move Like This |

## Notes
1. ↑  "Drive" originally peaked at #5 in the UK in 1984, but re-entered the chart in 1985 after being used for documentary footage during Live Aid, this time reaching #4.

## References
1. 1 2  «Recording Industry Association of America». RIAA. Consultado em 10 de janeiro de 2012
2. 1 2  «Home». BPI. Consultado em 10 de janeiro de 2012
3. 1 2  AllMusic
4. 1 2 3  Kent, David (1993). Australian Chart Book 1970–1992. [S.l.]: Australian Chart Book, St Ives, N.S.W. ISBN 0-646-11917-6
5. 1 2 3  «Australian Charts > The Cars». australian-charts.com Hung Medien. Consultado em 17 de junho de 2011
6. ↑  «The World's Music Charts (Album artist 310 - The Cars)». Consultado em 20 de janeiro de 2013
7. ↑  «charts.de (Albums) > The Cars». charts.de Media Control. Consultado em 17 de junho de 2011
8. 1 2  «Dutch Charts > The Cars». dutchcharts.nl Hung Medien. Consultado em 17 de junho de 2011
9. 1 2 3  «New Zealand Charts > The Cars». charts.org.nz Hung Medien. Consultado em 17 de junho de 2011
10. ↑  «Norwegian Charts > The Cars». nowegiancharts.com Hung Medien. Consultado em 17 de junho de 2011
11. 1 2  «Swedish Charts > The Cars». swedishcharts.com Hung Medien. Consultado em 17 de junho de 2011
12. ↑  Steffen Hung. «Die Offizielle Schweizer Hitparade und Music Community». Hitparade.ch. Consultado em 10 de janeiro de 2012
13. 1 2 3  «Chart Statss > The Cars». chart stats The Official Charts Company. Consultado em 17 de junho de 2011
14. 1 2  AllMusic
15. ↑  «Collections.gc.ca»[ligação inativa]
16. ↑  «The World's Music Charts (Song artist 501 - The Cars)». Consultado em 18 de janeiro de 2013
17. ↑  «charts.de (Singles) > The Cars». charts.de Media Control. Consultado em 17 de junho de 2011
18. ↑  Steffen Hung (20 de janeiro de 1985). «Die Offizielle Schweizer Hitparade und Music Community». Hitparade.ch. Consultado em 10 de janeiro de 2012